# Edmondo Vitali
Edmondo Vitali (San Pietro in Casale, 15 novembre 1913 – Cento, 19 dicembre 1999) è stato un calciatore italiano, di ruolo centrocampista.

## Caratteristiche tecniche
Era una mezzala.

## Carriera
Nella stagione 1932-1933 gioca a livello dilettantistico nel G.S. Sant'Agostino, che a fine stagione lo inserisce in lista di trasferimento, cedendolo al Bologna, in Serie A. Rimane nel club felsineo nel corso di tutta la stagione 1933-1934, senza comunque mai esordirvi in competizioni ufficiali con la prima squadra; a fine stagione viene inserito in lista di trasferimento per consentirgli di effettuare il servizio militare, di stanza a Gorizia e quindi a distanza tale da impossibilitarlo a giocare con il club emiliano.
Nella stagione 1936-1937 esordisce in Serie B, con la maglia del Modena, club con cui mette a segno una rete in 13 presenze nel campionato cadetto; a fine stagione viene messo in lista di trasferimento dal club emiliano. Gioca poi in seconda divisione anche durante la stagione 1938-1939, nella quale mette a segno una rete in 10 presenze in campionato con la maglia della SPAL. Rimane nel club ferrarese (nel frattempo rinominato Ferrara) anche durante la stagione 1939-1940, disputata nel campionato di Serie C.
Al termine della stagione 1939-1940 viene ceduto al Verona, nuovamente in Serie B; con il club scaligero durante la stagione 1940-1941 gioca altre 3 partite nel campionato cadetto (che i veneti concludono al quindicesimo e penultimo posto in classifica, retrocedendo in Serie C), per poi a fine stagione tornare in Emilia-Romagna ai bolognesi del Panigale, con i quali durante la stagione 1941-1942 conquista un quarto posto in classifica nel campionato di Serie C.
Anche la sua permanenza al club bianconero dura una sola stagione: nella stagione 1942-1943, infatti, viene tesserato dai siciliani del Catania, con cui vince un campionato di Serie C. Durante la stagione 1943-1944 gioca invece nel campionato di Divisione Nazionale (che era de facto la prima divisione italiana in quella stagione) con la maglia degli emiliani della Centese, giocando 6 delle 8 partite del girone a cui il club partecipa.

## Palmarès

### Club

#### Competizioni nazionali
- Serie C: 1

Catania: 1942-1943 (girone H)